# Pop! The First 20 Hits

## Descripción
Pop! The First 20 Hits fue lanzado en el pico máximo de popularidad de Erasure. Tras la edición de Abba-esque, Mute tomó la decisión de editar un compilado con los grandes éxitos de la banda. Pero en lugar de elegir los temas de acuerdo a su popularidad, se listaron todos los sencillos editados hasta el momento, incluyendo los temas de difusión de los dos EP: Stop! de Crackers International y Take a Chance on Me del Abba-esque. La estrategia funcionó, ya que de esta manera, los primeros tres sencillos tuvieron la difusión que les faltó al momento de ser editados.

El sencillo extraído de este álbum fue Who Needs Love (Like That) - Hamburg Mix, una versión remozada de Who Needs Love (Like That) aquel que fuera el primer sencillo de la banda.

Pop! The First 20 Hits se convirtió en el cuarto disco número 1 de Erasure en Inglaterra y fue un éxito en todo el mundo.

## Lista de temas
| Pop! The First 20 Hits |                                            |                                  |          |  |
| N.º                    | Título                                     | Escritor(es)                     | Duración |  |
| 1.                     | «Who Needs Love (Like That)»               | Vince Clarke                     | 3:06     |  |
| 2.                     | «Heavenly Action»                          | (Clarke/Bell)                    | 3:21     |  |
| 3.                     | «Oh L'Amour»                               | (Clarke/Bell)                    | 3:24     |  |
| 4.                     | «Sometimes»                                | (Clarke/Bell)                    | 3:40     |  |
| 5.                     | «It Doesn't Have to Be»                    | (Clarke/Bell)                    | 3:47     |  |
| 6.                     | «Victim of Love»                           | (Clarke/Bell)                    | 3:38     |  |
| 7.                     | «The Circus»                               | (Clarke/Bell)                    | 4:07     |  |
| 8.                     | «Ship of Fools»                            | (Clarke/Bell)                    | 4:03     |  |
| 9.                     | «Chains of Love»                           | (Clarke/Bell)                    | 3:44     |  |
| 10.                    | «A Little Respect»                         | (Clarke/Bell)                    | 3:32     |  |
| 11.                    | «Stop!»                                    | (Clarke/Bell)                    | 2:55     |  |
| 12.                    | «Drama!»                                   | (Clarke/Bell)                    | 4:06     |  |
| 13.                    | «You Surround Me»                          | (Clarke/Bell)                    | 3:59     |  |
| 14.                    | «Blue Savannah»                            | (Clarke/Bell)                    | 4:20     |  |
| 15.                    | «Star»                                     | (Clarke/Bell)                    | 3:39     |  |
| 16.                    | «Chorus»                                   | (Clarke/Bell)                    | 4:30     |  |
| 17.                    | «Love to Hate You»                         | (Clarke/Bell)                    | 3:57     |  |
| 18.                    | «Am I Right?»                              | (Clarke/Bell)                    | 4:18     |  |
| 19.                    | «Breath of Life»                           | (Clarke/Bell)                    | 3:56     |  |
| 20.                    | «Take A Chance on Me»                      | (Andersson/Ulvaeus) rap MC Kinky | 3:46     |  |
| 21.                    | «Who Needs Love (Like That)» (Hamburg Mix) | (Clarke)                         | 3:02     |  |

## Ubicación en las listas
Pop! The First 20 Hits llegó al número 1 en el Reino Unido y fue triple platino. También alcanzó el puesto 12 en Alemania. El sencillo Who Needs Love (Like That) - Hamburg Mix alcanzó el puesto 10 en la lista británico y el 27 en Alemania.

## Datos adicionales
Se editaron diferentes versiones de este álbum según el país. La edición de EE. UU., por ejemplo, no incluye Who Needs Love (Like That) - Hamburg Mix.

En otros países, como Brasil y Rusia, se hizo una edición con menos cantidad de canciones.

En Japón, varios años después se editó un disco adicional con los sencillos aparecidos en álbumes posteriores a la salida de Pop! The First 20 Hits. Esto es decir, los sencillos de I Say I Say I Say, Erasure y Cowboy.
También se lanzó un vhs con el mismo título que incluye todos los videos de cada canción del álbum.

## Pop! The First 20 Hits
Pop! The First 20 Hits es un VHS que contiene los videos de las veinte canciones aparecidas en el álbum del mismo nombre.
1. "Who Needs Love (Like That)" (Clarke)
2. "Heavenly Action" (Clarke/Bell)
3. "Oh L'amour" (Clarke/Bell)
4. "Sometimes" (Clarke/Bell)
5. "It Doesn't Have To Be" (Clarke/Bell)
6. "Victim of Love" (Clarke/Bell)
7. "The Circus" (Clarke/Bell)
8. "Ship of Fools" (Clarke/Bell)
9. "Chains of Love" (Clarke/Bell)
10. "A Little Respect" (Clarke/Bell)
11. "Stop!" (Clarke/Bell)
12. "Drama!" (Clarke/Bell)
13. "You Surround Me" (Clarke/Bell)
14. "Blue Savannah" (Clarke/Bell)
15. "Star" (Clarke/Bell)
16. "Chorus" (Clarke/Bell)
17. "Love To Hate You" (Clarke/Bell)
18. "Am I Right?" (Clarke/Bell)
19. "Breath of Life" (Clarke/Bell)
20. "Take a Chance on Me" (B. Anderson/B. Ulvaeus) rap escrito por MC Kinky

Créditos
Diseño de arte por Me Company.

Datos adicionales
Pop! The First 20 Hits sólo omitió el remix de Who Needs Love (Like That) - Hamburg Mix, del cual no se editó el video, con respecto a la edición en CD.